# Trine Hattestad
Trine Hattestad (née Elsa Katrine Solberg) (Lørenskog, 18 de abril de 1966) é uma ex-atleta norueguesa, campeã olímpica e mundial no lançamento de dardo.
Estreou internacionalmente aos 15 anos no Campeonato Europeu Júnior de Atletismo de 1981, com um quinto lugar. No ano seguinte, com 16, começou a competir no Campeonato Europeu de Atletismo adulto. Em Los Angeles 1984, em sua estréia olímpica aos 18 anos, ficou em 5º lugar, seguida de mais duas participações em Seul 1988 e Barcelona 1992 sem grande expressão. Em 1993, ela ganhou seu primeiro grande título, no Campeonato Mundial de Atletismo de Stuttgart, assim como o torneio Golden Four da IAAF. No ano seguinte, foi campeã europeia do lançamento do dardo.
Em Atlanta 1996, Trine conseguiu sua primeira medalha em Jogos Olímpicos, conquistando um bronze na prova, com um lançamento de 64,98 m. Em 1997 voltou a ser campeã mundial em Atenas e ganhou outra medalha de bronze em Sevilha 1999.
Seu ápice na carreira veio quando conquistou o único ouro que faltava, o título olímpico em Sydney 2000, aos 34 anos de idade. Com a marca de 68,91 m, ela quebrou o recorde olímpico e fez o segundo maior lançamento da história, atrás apenas de seu próprio recorde mundial, 69,48 m, conseguido em julho daquele ano, em Oslo, na frente de seu povo, o primeiro recorde após a mudança no eixo do dardo.
Trine Hattestad foi uma das mais consistentes lançadoras de dardo de primeiro nível internacional de sua Era. Quebrou o recorde mundial da modalidade três vezes e entre 1993 e 2000 foi campeã europeia, duas vezes campeã mundial e campeã olímpica da prova.